# Litchi Hikari Club
Litchi Hikari Club (ライチ☆光クラブ, Raichi☆Hikari Kurabu) est un seinen manga de Usamaru Furuya, prépublié dans le magazine Manga Erotics F entre 7 mai 2005 et 3 mai 2006, et publié par l'éditeur Ohta Publishing en un volume relié sorti en juin 2006. La version française est éditée par les Éditions IMHO en un tome sorti en juin 2011. L'œuvre est adaptée en une série d'animation de huit épisodes sous le titre Litchi DE Hikari Club (ライチ DE 光クラブ), produite par Kachidoki Studio et diffusée sur Tokyo MX fin 2012.
Une préquelle intitulée Notre Hikari Club (ぼくらの☆ひかりクラブ, Bokura no☆Hikari Kurabu) est prépubliée dans le magazine pocopoco entre avril 2011 et mars 2012 et publiée en deux volumes par Ohta Publishing. La version française est également éditée par IMHO en deux tomes sortis en novembre 2017.

## Manga
Le manga, illustré et scénarisé par Usamaru Furuya, est tiré d'une pièce de théâtre du même titre créée en 1985 et dirigée par Norimizu Ameya pour la troupe du Tokyo Grand Guignol, à laquelle il assiste après avoir vu une publicité dessinée par Suehiro Maruo pour le spectacle. La série est prépubliée dans le magazine Manga Erotics F entre 7 mai 2005 et 3 mai 2006, et publiée par l'éditeur Ohta Publishing en un volumes relié sorti en juin 2006,.
Une préquelle intitulée Notre Hikari Club (ぼくらの☆ひかりクラブ, Bokura no☆Hikari Kurabu), révélant le passé des membres du club, est prépubliée dans le magazine pocopoco entre avril 2011 et mars 2012, et publiée en deux volumes par Ohta Publishing.

### Liste des volumes

#### Litchi Hikari Club
| no | Japonais       | Japonais          | Français       | Français          |
| no | Date de sortie | ISBN              | Date de sortie | ISBN              |
| -- | -------------- | ----------------- | -------------- | ----------------- |
| 1  | juin 2006      | 978-4-7783-2017-1 | 1er juin 2011  | 978-2-915517-62-0 |

#### Notre Hikari Club
| no | Japonais                                                                            | Japonais         | Japonais          | Français        | Français          |
| no | Titre                                                                               | Date de sortie   | ISBN              | Date de sortie  | ISBN              |
| -- | ----------------------------------------------------------------------------------- | ---------------- | ----------------- | --------------- | ----------------- |
| 1  | Bokura no☆Hikari Kurabu Ue [Shōgakusei-hen] (ぼくらの☆ひかりクラブ 上[小学生篇])    | 29 novembre 2011 | 978-4-7783-2151-2 | 2 novembre 2017 | 978-2-364810-00-6 |
| 2  | Bokura no☆Hikari Kurabu Shita [Chūgakusei-hen] (ぼくらの☆ひかりクラブ 下[中学生編]) | 19 avril 2012    | 978-4-7783-2163-5 | 2 novembre 2017 | 978-2-364810-01-3 |

## Adaptations

### Série d'animation
En août 2012, le site officiel de la franchise annonce une adaptation animée de la série sous le titre Litchi DE Hikari Club (ライチ DE 光クラブ). L'adaptation est réalisée par Masahiro Takata, scénarisée par Motoichi Adachi et produite par Chihiro Nagai à travers Kachidoki Studio. Les huit épisodes sont diffusés sur Tokyo MX entre le 2 octobre 2012 et le 20 novembre 2012.

#### Liste des épisodes
| No | Titre en anglais                 | Titre original                          | Date de 1re diffusion |
| -- | -------------------------------- | --------------------------------------- | --------------------- |
| 1  | Death Penalty IN the Light Club  | 処刑DE光クラブ Shokei DE Hikari Kurabu  | 2 octobre 2012        |
| 2  | Modifications IN the Light Club  | 改造DE光クラブ Kaizō DE Hikari Kurabu   | 9 octobre 2012        |
| 3  | Patents IN the Light Club        | 特許DE光クラブ Tokkyo DE Hikari Kurabu  | 16 octobre 2012       |
| 4  | Investigations IN the Light Club | 検証DE光クラブ Kenshō DE Hikari Kurabu  | 23 octobre 2012       |
| 5  | Band IN the Light Club           | 楽団DE光クラブ Gakudan DE Hikari Kurabu | 30 octobre 2012       |
| 6  | Fuel IN the Light Club           | 燃料DE光クラブ Nenryō DE Hikari Kurabu  | 6 novembre 2012       |
| 7  | Beach IN the Light Club          | 海原DE光クラブ Unabara DE Hikari Kurabu | 13 novembre 2012      |
| 8  | Loyalty IN the Light Club        | 忠誠DE光クラブ Chūsei DE Hikari Kurabu  | 20 novembre 2012      |